# Dragkista

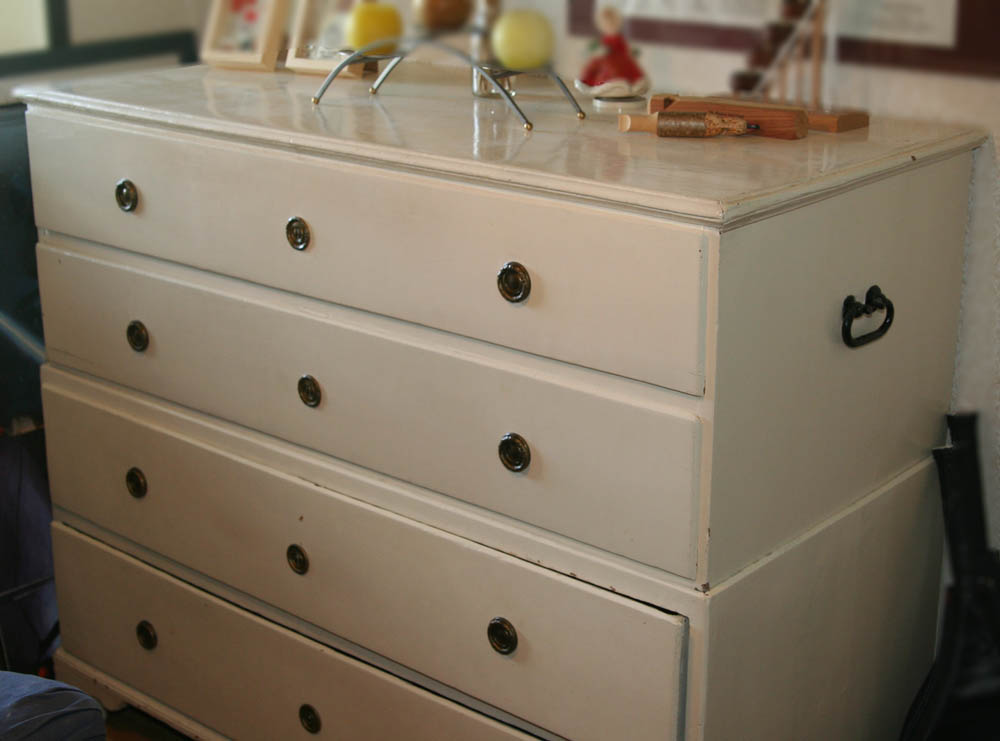
Dragkista

En dragkista är en sorts byrå. Dragkistan består av två stapelbara kistor med lådor istället för lock. Varje del har handtag på kortsidorna så att den går att bära. Dessa var förr en vanlig möbel hos människor som flyttade mycket. När flytten var färdig fungerade dragkistan som en vanlig, stor byrå. När det var dags för flytt packades den full och övre och undre del kunde transporteras var för sig.
Ordet "dragkista" är belagt i svenska språket sedan 1795.